# Distretto di Yushan
Il distretto di Yushan (雨山区S, YǔshānP) è un distretto della Cina, situato nella provincia dell'Anhui.